# Cottus sibiricus
Cottus sibiricus és una espècie de peix pertanyent a la família dels còtids.

## Descripció
- Fa 15 cm de llargària màxima.[1][2]

## Hàbitat
És un peix d'aigua dolça, demersal i de clima temperat que viu entre 0-15 m de fondària.

## Distribució geogràfica
Es troba a les regions siberianes de l'oceà Àrtic des del riu Obi fins al riu Iana, incloent-hi el llac Teletskoe.

## Observacions
És inofensiu per als humans.